# Sjöstedts buulbuul
Sjöstedts buulbuul (Baeopogon clamans) is een zangvogel uit de familie Pycnonotidae (buulbuuls). De Nederlandse naam verwijst naar de Zweedse zoöloog Yngve Sjöstedt (1866-1948) die deze vogel in 1893 wetenschappelijk heeft beschreven.

## Verspreiding en leefgebied
Deze soort komt voor van zuidoostelijk Nigeria tot centraal en oostelijk Congo-Kinshasa en uiterst noordwestelijk Angola. 

## Status
De grootte van de populatie is niet gekwantificeerd maar de soort wordt omschreven als plaatselijk algemeen. Op de Rode lijst van de IUCN heeft deze soort de status niet bedreigd.